# Liparetrus opacicollis
Liparetrus opacicollis är en skalbaggsart som beskrevs av Macleay 1886. Liparetrus opacicollis ingår i släktet Liparetrus och familjen Melolonthidae. Inga underarter finns listade i Catalogue of Life.